# يافت أباد (ريغستان)
یافت أباد (بالفارسية: یافت‌آباد) هي قرية تقع في إيران في قسم ریغستان الريفي.